# Zostérops de Sanford
Woodfordia lacertosa
Espèce
Statut de conservation UICN

 NT  : Quasi menacé
Le Zostérops de Sanford (Woodfordia lacertosa) est une espèce d'oiseaux de la famille des Zosteropidae. Il est uniquement localisé dans l'île de Nendo, située parmi les Îles Santa Cruz (Îles Salomon) dans le Pacifique).